# Batalla de Kíiv (2022)
|  | Aquest article es refereix a esdeveniments derivats de la Invasió russa d'Ucraïna del 2022. |

|  | Aquest article tracta sobre la batalla específica de la capital d'Ucraïna. Si cerqueu el conjunt d'operacions militars que s'hi associen, vegeu «Ofensiva de Kíiv (2022)». |

La batalla de Kíiv va ser una batalla militar pel control de la capital d'Ucraïna, Kíiv; forma part de l'ofensiva de Kíiv de Rússia a la invasió d'Ucraïna el 2022.

## Batalla

### 25 de febrer
El matí del 25 de febrer, tres sabotejadors russos vestits de soldats ucraïnesos van entrar al districte d'Obolon. El districte es troba a menys de 10 km al nord de l'edifici de la Rada Suprema on es reuneix el Parlament d'Ucraïna. Els tres sabotejadors van ser assassinats per les forces ucraïneses. Durant tot el dia, es van sentir trets per diversos barris de la ciutat; Els funcionaris ucraïnesos van descriure el tiroteig com a resultat d'enfrontaments amb les tropes russes.
Vitali Klitschko, l'alcalde de Kíiv, va prometre agafar les armes i lluitar. El seu germà Wladimir va expressar els mateixos sentiments, després d'haver-se unit als reservistes mesos abans.
Les forces armades russes s'atrinxeraren a l'aeroport d'Antonov, que es troba al suburbi de d'Hostomel. Com a part de la batalla de l'aeroport d'Antonov, el control de l'aeroport va canviar de mans dos vegades. El president d'Ucraïna, Volodymyr Zelenskyy, va instar la gent de Kíiv a respondre a l'assalt rus amb còctels molotov. Es van distribuir 18.000 armes lleugeres entre els ciutadans. També es van activar les Forces de Defensa Territorial, que normalment es mantenen en reserva.
La nit del 25 de febrer hi va haver forts tirotejos a Kíiv. Les forces armades ucraïneses afirmaren haver matat uns 60 sabotejadors russos.

### 26 de febrer
El matí del 26 de febrer, l'artilleria russa va bombardejar la ciutat durant més de 30 minuts. Paral·lelament, les forces ucraïneses van repel·lir un atac a una central elèctrica al barri nord-est de Troieshchyna; la BBC va suggerir que l'atac podria haver estat un "esforç per privar la ciutat d'electricitat". També es van produir forts combats a prop del zoològic de Kíiv, al barri central de Shuliavka, on les forces ucraïneses van defensar una base de l'exèrcit a Prospect Peremohy. També es van produir batalles a altres carrers de Kíiv. Es va advertir als veïns que evitaren finestres i balcons.
Segons el president Zelenskiy, les forces ucraïneses van aconseguir repel·lir l'ofensiva russa i continuar mantenint la ciutat i les principals ciutats circumdants. El toc de queda es va ampliar de les 5 de la vesprada a les 8 del matí i els infractors havien de ser considerats com a "grups de saboteig o de reconeixement russos".
Segons el Ministeri de Defensa britànic, el gruix de les forces russes es trobava a 19 milles del centre de Kíiv.

### 27 de febrer
Al matí, hi hagueren enfrontaments amb sabotejadors pro-russos a Kíiv. Segons les autoritats locals, les forces ucraïneses mantenien el control de la ciutat al matí. Els funcionaris locals van afirmar que Kíev seguia totalment controlat per les forces ucraïneses al matí. La nit del 27 de febrer, Associated Press va informar que Klitschko havia declarat que la ciutat estava envoltada.No obstant això, el portaveu de Klitschko li va dir més tard a The Kyiv Independent que l'alcalde havia parlat malament i que els informes sobre el setge de Kíev eren falsos.
Més tard aquell matí, un coet va caure i va explotar al pati d'un edifici de 16 pisos ubicat a Troieshchyna, provocant l'incendi de 7 automòbils. Segons funcionaris ucraïnesos, el míssil va ser disparat per un bombarder estratègic rus des de Belarús.
La nit del 27 de febrer, un comboi rus va intentar establir una base al metro de Syrets, cosa que va resultar en un enfrontament mortal amb soldats ucraïnesos. Les tropes russes també van disparar contra un autobús militar ucraïnès, cosa que va provocar un nombre desconegut de víctimes.

### 28 de febrer
Una nova onada de tropes russes va avançar cap a la ciutat de Kíev, però hi va haver pocs combats directes, i només es van disparar tres míssils contra la ciutat aquell dia. dirigien al sud de Kíev al llarg d'una carretera de 64 km de llarg que s'acostava a Kíev des del nord, i estava aproximadament a 39 km (24 milles) del centre de Kíiv. Les autoritats ucraïneses van disparar contra un ciutadà ucraïnès-israelià a qui van confondre amb un membre txetxè de l'exèrcit rus.
El Ministeri de Defensa rus va emetre una advertència als civils que tenien la intenció d'atacar les instal·lacions de transmissió ucraïneses al voltant de Kíev i que tots els residents propers haurien d'abandonar l'àrea. Aquella nit es van disparar míssils russos contra una base militar a Brovary, provocant un incendi massiu.

### 1 de març
El primer de març, un comboi de tancs, diferents vehicles armats i artilleria remolcada entre altres de 64 quilòmetres va ser visitat dirigint-se cap a Kíev, suposadament dirigit des de l'aeroport de "Kyiv-Antonov" a Hòstomel, Óblast de Kíev. A la tarda, les Forces Armades de Rússia van bombardejar la torre de telecomunicacions de Kíev intentant enderrocar-la, provocant la mort de cinc persones. El Centre Commemoratiu de l'Holocaust de Babi Yar va confirmar els informes que un segon míssil havia colpejat accidentalment el monument proper a la massacre de Babi Yar.

### 2 de març
L'alcalde Vitali Klichkó va dir que l'exèrcit rus començava a envoltar la ciutat en un intent d'imposar un bloqueig. La Força Aèria d'Ucraïna també va confirmar que havia enderrocat dos Sukhoi Su-35 russos sobre Kíev la nit anterior.
Klichkóle va dir al Canal 24 que els tancs s'acostaven a Kíev des de Belarús i que les autoritats ucraïneses estaven inspeccionant els llocs de control. La cap d'intel·ligència de les Forces de Defensa d'Estònia, Margo Grosberg, va estimar que l'avenç del comboi rus arribaria als suburbis de Kíev en almenys dos dies, després de tot això intentarien assetjar la ciutat. El President de Polònia, Andrzej Duda, va dir que Zelenski li va dir que les forces ucraïneses no es retirarien de Kíev.
Els enderrocs d'un míssil interceptat van caure a l'Estació central de ferrocarril de Kíiv, Kyiv-Pasazhyrskyi, danyant una important canonada de calefacció. L'explosió resultant va causar danys menors a l'estació. L'ofensiva va progressar escassament a causa de problemes logístics russos; incloent, en algunes de les unitats, problemes d'aliment.

### 3 de març
El 3 de març, The New York Times va estimar que més de 15.000 persones s'amagaven al metro de la ciutat per refugiar-se. El mateix dia, el Ministeri de Defensa del Regne Unit va emetre una declaració que durant els últims tres dies el comboi rus que avançava havia fet "pocs progressos perceptibles" en el futur.

### 4 de març
Una nova onada de bombardejos va colpejar el centre de Kíev, inclòs el barri de Borshchahivka.  Una investigació de la CNN va trobar que les vagues havien afectat un centre de negocis i molts edificis de diversos pisos a les zones occidentals de la ciutat.

### 7 de març
Les autoritats ucraïneses van afirmar que les forces ucraïneses havien destruït dos avions russos. Més tard, Zelenskyy va negar els rumors que havia fugit de la ciutat, afirmant que es quedarà a Kíiv.

### 9 de març
Al matí, les forces russes van començar a bombardejar la ciutat novament, fet que va provocar diverses explosions. Més tard aquest dia, les autoritats russes i ucraïneses van acordar fer un corredor humanitari temporal, cosa que va resultar en una evacuació massiva de civils dels suburbis.

### 10 de març
Klitschko va declarar que prop de dos milions de persones, la meitat de la població de Kíev, havien fugit de la ciutat des que va començar la guerra.

### 12 de març
Els bombardejos van provocar dos incendis: al centre i als afores de Kíev. Els rescatistes del Servei Estatal d'Emergències de Kíev van informar que al barri Podil, un dron suïcida rus, identificat com Zala KUB, va ser enderrocat sobre l'edifici del Banc d'Estalvis de l'Estat d'Ucraïna (Oschadbank), provocant un incendi. El segon incendi es va produir a Berkovets, a l'extrem nord-oest de la ciutat, a causa de l'impacte d'un objecte desconegut.
Aquell mateix dia, les forces russes van afirmar haver destruït una base de la força aèria al sud de Kíev prop de Vasylkiv i el centre de reconeixement d'intel·ligència de les forces armades ucraïneses a Brovary, a l'est la capital Kíev.

### 14 de març
El matí del 14 de març, un projectil rus va assolir un edifici residencial de 9 pisos a Obolón. L'edifici va quedar parcialment destruït, amb almenys una persona morta i 12 ferides. Un altre coet rus va ser enderrocat sobre Kíev, i els seus fragments van danyar un edifici residencial de 5 pisos a Kurenivka, matant una persona i sis més van resultar ferides. A més, les forces russes van disparar 3 coets contra la planta de producció en sèrie d'Antonov, ferint set persones.

### 15 de març
L'estació de metro Lukianivska va resultar danyada a causa d'una explosió al matí. Més tard al matí, les forces russes van bombardejar àrees residencials, inclosos els districtes de Sviatoshyn, Podil i Osokorky, incendiant diversos edificis.  Quatre persones van morir per bombardejos a Sviatoshyn. Aquest dia, els caps de govern de Polònia, Eslovènia i la República Txeca van viatjar a Kíev amb tren per expressar la seva solidaritat amb el govern ucraïnès. La visita va ser coordinada amb els altres socis de la Unió Europea i posteriorment es van reunir amb Zelenski, qui va instar altres líders a fer el mateix.
Es va declarar un toc de queda a la ciutat des de les 20:00 del 15 de març fins a les 07:00 del 17 de març,  segons el cap de l'administració militar Nikolái Zhírov, per motius de seguretat, inclosa la destrucció d'un grup de sabotatge i reconeixement de l'enemic.

### 16 de març
Van ser detinguts a Kíev 105 sospitosos de sabotatge.Al matí, com a resultat d'un bombardeig rus, dos edificis de 12 i 9 pisos al districte de Xevtxenko, van resultar danyat. A la tarda del mateix dia, segons l'alcalde de la ciutat, Vitali Klichkó, les tropes russes van disparar contra diverses cases particulars a la regió de Podolsk, com a resultat de la qual cosa es va produir un incendi i es va danyar un gasoducte de baixa pressió.

### 19 de març
Segons les autoritats de Kiiv, 228 civils havien mort i 912 més van resultar ferits a la capital. Durant la nit, les forces ucraïneses van portar a terme contraatacs locals als límits de la ciutat per primera vegada per fer retrocedir a les unitats russes dels suburbis de Kiiv.

### 20 de març
Durant la nit, es va convertir en l'objectiu d'un bombardeig rus, el centre comercial Retroville, al nord-oest de Kíev. Almenys sis persones van morir.
La línia del front rus a l'oest de Kíev s'estenia al llarg del riu Irpín, excepte la ciutat del mateix nom a l'oest d'aquell riu que estava parcialment en mans d'unitats ucraïneses. Els esforços per expulsar les unitats russes dels pobles dels voltants, com Irpín a l'oest de la ciutat i Brovary a l'est, es van basar, entre altres coses, en el fet que les forces armades russes havien de prendre aquests pobles si volien atacar Kíev amb la seva artilleria. Els obusos russos tindrien un abast d'uns 25 quilòmetres. Les tropes russes encara són massa lluny per atacar el centre de la ciutat, per exemple, a l'aeròdrom de Hostómel. L'intent dels russos de travessar el riu Irpin va ser repel·lit per les tropes ucraïneses. La ciutat de Brovary, a l'est de Kíev, era dins de l'abast de l'artilleria. Això podria explicar per què els russos van defensar ferotgement les seves posicions en aquesta zona.

### 22 de març
Les forces ucraïneses van llançar una contraofensiva per allunyar els russos de la ciutat.  Les forces ucraïneses van evacuar milers de persones dels suburbis i assentaments propers, incloses 20.000 persones només a Boryspil.

### 23 de març
El ministre lituà Arvydas Anušauskas va visitar Kíev, on es va reunir amb el seu homòleg ucraïnès Oleksiy Reznikov i li va lliurar ajuda militar.

### 24 de març
Les forces russes van desencadenar una nova onada de bombardejos que van colpejar un aparcament a la zona nord de la ciutat, van matar la periodista russa Oksana Baulina i van ferir dues persones.  Aquell dia, una delegació de presidents del parlament bàltic va visitar Kíev.

### 25 de març
Un informe d'intel·ligència britànic va dir que Ucraïna havia recuperat ciutats fins a 35 quilòmetres (22 milles) de la ciutat quan les forces russes van començar a quedar-se sense subministraments.  L'exèrcit rus va afirmar que havia destruït amb èxit la terminal de petroli més gran del país, que estava a prop de Kíev.

### 29 de març
Després dels reeixits contraatacs ucraïnesos a finals de març, Rússia va anunciar que retiraria les seves forces de l'àrea de Kíev. La presa de Kíev es va considerar un objectiu clau i el seu fracàs per prendre-la va ser vist com un revés per a la campanya en general.

### 1 d'abril
La presidenta del Parlament de la UE, Roberta Metsola, va visitar Kíev, convertint-se en el primer alt funcionari de la UE a viatjar a Ucraïna des de la invasió de Rússia.

### 2 d'abril
Les autoritats ucraïneses van afirmar que tota la regió de Kíev havia estat reconquistada. Aquell dia, Klitschko va relaxar la prohibició de la venda d'alcohol a les botigues.